# Рів'єра (Техас)
Рів'єра (англ. Riviera) — переписна місцевість (CDP) в США, в окрузі Клеберг штату Техас. Населення — 609 осіб (2020).

## Географія
Рів'єра розташована за координатами 27°17′58″ пн. ш. 97°47′53″ зх. д. / 27.29944° пн. ш. 97.79806° зх. д. (27.299534, -97.798090).  За даними Бюро перепису населення США в 2010 році переписна місцевість мала площу 9,59 км², з яких 9,55 км² — суходіл та 0,04 км² — водойми.

## Демографія
Згідно з переписом 2010 року, у переписній місцевості мешкало 689 осіб у 243 домогосподарствах у складі 177 родин. Густота населення становила 72 особи/км².  Було 290 помешкань (30/км²).
Расовий склад населення:
| - 80,6 % — білих - 0,1 % — чорних або афроамериканців - 0,1 % — азіатів - 18,3 % — осіб інших рас |

До двох чи більше рас належало 0,9 %. Частка іспаномовних становила 73,4 % від усіх жителів.
За віковим діапазоном населення розподілялося таким чином: 27,7 % — особи молодші 18 років, 57,9 % — особи у віці 18—64 років, 14,4 % — особи у віці 65 років та старші. Медіана віку мешканця становила 39,0 року. На 100 осіб жіночої статі у переписній місцевості припадало 105,1 чоловіків;  на 100 жінок у віці від 18 років та старших — 99,2 чоловіків також старших 18 років.
Середній дохід на одне домашнє господарство  становив 62 554 долари США (медіана — 44 031), а середній дохід на одну сім'ю — 69 125 доларів (медіана — 44 938). За межею бідності перебувало 9,7 % осіб, у тому числі 11,6 % дітей у віці до 18 років та 18,6 % осіб у віці 65 років та старших.
Цивільне працевлаштоване населення становило 320 осіб. Основні галузі зайнятості: сільське господарство, лісництво, риболовля — 17,2 %, роздрібна торгівля — 15,6 %, будівництво — 13,4 %, науковці, спеціалісти, менеджери — 13,1 %.